# Pocahontas (personagem)
Pocahontas é a personagem principal do filme de 1995 da Walt Disney Pictures com o mesmo nome, tal como da sua sequência Pocahontas 2 - Uma Jornada para o Novo Mundo. A personagem é inspirada, de forma livre, na figura histórica real Matoaka, popularmente conhecida como Pocahontas.
Apesar de Pocahontas não se casar e nem pertencer a qualquer monarquia como as outras princesas da Disney, ela é incluída na linha oficial de Disney Princesas por ser filha de um chefe indígena nativo-americano. Ela é a primeira princesa americana da Disney e a única com dois interesses amorosos. No entanto, a maioria das mídias da franquia Disney Princesas inclui John Smith como seu par romântico oficial, ignorando John Rolfe, que é seu companheiro no segundo filme.
Em ambos os filmes, o áudio original da Pocahontas é feito por Irene Bedard nos diálogos e Judy Kuhn nas canções. Bedard também serviu como modelo para a aparência da personagem. Ela continuou fazendo a voz original da Pocahontas em mídias derivadas, como vídeos da franquia, DVDs, produtos oficiais e no espetáculo Disney On Ice.  

## Desenvolvimento
Em 1990, o diretor Mike Gabriel reutilizou a imagem da personagem "Tiger Lily" do filme Peter Pan para criar um projeto inicial de uma versão cinematográfica para Pocahontas. A ideia foi abandonada e, cinco anos depois, a Disney retornou ao projeto baseado em uma mulher indígena americana, que nasceu em uma sofisticada cultura indígena norte-americana. Os animadores do filme foram para o estado da Virginia para terem inspiração na criação da personagem. Glen Keane conheceu duas mulheres descendentes de Pocahontas, Shirley Little Dove e Debbie Whitedove, que serviram de base para a personagem. Segundo Keane, elas tinham algo essencial para a personagem, como uma era tradicional em relação à sua cultura; e a outra era aventureira, pois sempre estava viajando e não tinham medo de quebrar as regras de seu povo. Mais tarde, quando Irene Bedard foi adicionada ao elenco, o rosto e a forma como a atriz se movimentava serviram de base para a aparência da personagem.

### Aparência física
Pocahontas é uma jovem com aparência característica: cabelo preto longo, pele cobre e cintilantes olhos castanhos escuros. Ela tem uma figura alta, esguia, escultural, e anda descalça no primeiro filme. No segundo filme, ela usa sapatos baixos. A técnica de animação em Pocahontas é diferente de outras princesas Disney.

### Personalidade
Pocahontas é mostrada como uma mulher altamente espiritual. Ela expressa uma sabedoria além de seus anos e oferece carinho e orientação para aqueles ao seu redor. Ela adora aventura e natureza. No filme, ela tem a capacidade de comungar com a natureza, falar com espíritos, empatia com animais, e entender línguas desconhecidas.
Na sequência, Pocahontas parece ter crescido após saber da possível morte de John Smith. Ela mantém seu espírito independente e brincalhão, mas é muito mais madura e segura de si do que era no primeiro filme. Durante a sua estadia na Inglaterra, ela quase se perde na azáfama deste mundo novo e é transformada em alguém que ela não é, guiada e manipulada pelos padrões de beleza e comportamentais ingleses. Mas no final, ela bravamente pretende sacrificar-se para a segurança de seu povo e retorna à sua terra natal, encontrando-se ao amor, mais uma vez. Ela é a primeira princesa norte-americana da Disney, e a única que tinha dois interesses amorosos.

## Aparições

### Pocahontas
Pocahontas é vista pela primeira vez no topo de uma cachoeira, quando é chamada por sua amiga Nakoma. É revelado que Pocahontas tem tido uma série de sonhos estranhos, e ela não entende o que eles significam. Nakoma dá conselhos para Pocahontas falar com seu pai, o Chefe Powhatan, que voltou recentemente de uma guerra. Na aldeia, Pocahontas encontra-se com seu pai, e descobre que Kocoum, um dos melhores guerreiros de seu pai, pediu para casar-se com ela. Como um presente, o Chefe Powhatan dá para Pocahontas o colar que sua mãe havia usado em seu casamento. Pocahontas não sente que este é o caminho certo para ela, mas sente que Kocoum seria um marido bom para ela, pelo fato dele ser corajoso, leal, forte e protetor.
Pocahontas viaja para se encontrar com a Vovó Willow, a fim de aconselhar-se. Depois de contar a Vovó Willow sobre seu sonho e os planos de seu pai para seu casamento arranjado, Vovó Willow diz para Pocahontas que seu sonho está levando ela para seu caminho. Quando Pocahontas pergunta como encontrar o seu caminho, Vovó Willow ensina Pocahontas a ouvir os espíritos da terra. Pocahontas faz isso, e depois de ouvir o vento, é capaz de detectar o navio que transportava os europeus, embora ela confunda as velas do navio com nuvens. Pocahontas mais tarde encontra-se com um dos colonos: John Smith. Com o tempo, os dois se conhecem, perguntando sobre suas vidas e mundos diferentes. No entanto, a conversa toma outro rumo quando John Smith revela seu preconceito para com os nativos americanos. Pocahontas explica-lhe a beleza e a importância da natureza através da música "Cores do Vento". Isso faz com que John comece a mudar as suas opiniões, e os dois começam a se apaixonar. No entanto, após ouvir os tambores, Pocahontas é forçada a voltar para a aldeia.
Mais tarde, enquanto colhia milho com Nakoma, Pocahontas se reúne com John Smith novamente. Depois de Nakoma jurar segredo, Pocahontas leva John Smith para fora da floresta para conhecer a Vovó Willow. Quando John revela que os colonos tinham vindo em busca de ouro, Pocahontas revela que não há ninguém na área. Quando outros colonos entram na área à procura de Smith, ele é forçado a sair, mas os dois concordam em se encontrar à noite no mesmo local. Depois que Smith sai, Pocahontas se preocupa com suas ações. A Vovó Willow lembra para Pocahontas dos seus sonhos, e Pocahontas começa a suspeitar que seu sonho está levando ela para John. Ao retornar para a aldeia, Pocahontas descobre que os guerreiros das aldeias vizinhas chegaram e estão planejando uma revolta contra a invasão dos colonos. Naquela noite, apesar dos protestos de Nakoma, Pocahontas foge para atender John. Ambos revelam que os seus respectivos povos estão planejando uma guerra. Pocahontas pergunta a John se ele não quer ir para a aldeia e falar com o Chefe Powhatan, na tentativa de evitar a luta. John é relutante no início, mas depois concorda com alguns conselhos de Vovó Willow.
Quando Kocoum, que tinha sido advertido sobre Pocahontas por Nakoma, de repente se depara com Pocahontas e John Smith se beijando, Kocoum fica furioso e ataca ele. Antes que Pocahontas possa evitar a briga, Thomas, que tinha sido enviado para se encontrar com John, atira e mata Kocoum. John Smith assume a culpa, e é feito prisioneiro pelos homens de Powhatan, e sentenciado à morte ao nascer do sol.
Pocahontas percebe que ela deve parar a execução que irá levar a uma guerra entre os americanos nativos e os colonos. Ela corre, chamando as forças da natureza para ajudá-la a alcançá-los a tempo. Pocahontas chega antes de John Smith ser morto pelo Chefe Powhatan, que entende sua filha e liberta John Smith. Quando o enraivecido Governador Ratcliff atira no chefe, John Smith empurra Powhatan fora do caminho, e recebe o tiro. Logo depois, John Smith pede para ela ir com ele para a Inglaterra, mas ela explica que seu lugar é na aldeia, com o seu povo. Para consolá-lo, ela lhe diz que não importa o que aconteça, sempre estará com ele. Eles se beijam, e os homens levam ele para o navio. Como ele está indo embora, Pocahontas corre tão rápido quanto pode para um penhasco com vista para o oceano. John dá adeus à Pocahontas e Chefe Powhatan.

### Pocahontas 2: Uma Jornada para o Novo Mundo
Em "Pocahontas 2: Uma Jornada para o Novo Mundo", Pocahontas vai a Londres como uma diplomata que deve parar um ataque potencial contra ela, ordenado pelo rei James, em uma trama de Ratcliff. Lá, ela é acompanhada por John Rolfe e lentamente eles desenvolvem um romance. No final, ela se reúne com John Smith, mas explica que eles não estão mais seguindo o mesmo caminho que eles seguiram anos atrás, e se despede dele. Com sucesso, Ratcliff é preso por ordem do rei. Pocahontas e John Rolfe chegam em um navio que ia de volta para Virginia juntos, e se beijam em direção ao pôr do sol.

### OPointdo Mickey
A personagem faz aparições em inúmeros episódios da série de televisão O Point do Mickey. Em The Stolen Cartoons, a comida de Pocahontas estava sendo roubada por Meeko. Em Suddenly Hades, Pocahontas foi vista soprando o ar do ar-condicionado. Em Ask Von Drake, ela foi vista em uma canoa com Meeko, Flit, e E. Roy Disney durante as saudações de todos os convidados e personagens da Disney. Na House of Turkey, ela foi vista acordando o clube com John Smith e as cores do vento.

## Em outras mídias
Ela é destaque na noite de fogos da Hollywood Studios durante o espetáculo Fantasmic! da Disney e no World of Color no California Adventure Park da Disney. Ela aparece diariamente nos Parques e Resorts da Walt Disney para encontrar e cumprimentar as pessoas. Ela é uma personagem mais comum de ser encontrada ao lado de Meeko. Ela e John Smith aparecem no palco da Disney Cruise Line durante o The Golden Mickeys. Também é conhecida por conhecer e cumprimentar as pessoas. Pocahontas, Meeko e Flit fazem aparições na versão do It's a Small World em Disneyland Hong Kong. Ela teve seu próprio show intitulado "Pocahontas and her Forest Friends" no Disney Animal Kingdom, que durou de 1998 a 2008. Ela é uma das personagens de destaque na franquia Disney Princesas, que inclui uma variedade de produtos.